# Aspicilia extenuata
Aspicilia extenuata är en lavart som först beskrevs av H.Magn., och fick sitt nu gällande namn av Rolf Santesson. Aspicilia extenuata ingår i släktet Aspicilia, och familjen Megasporaceae. Arten är reproducerande i Sverige.